# Buesaco
Buesaco é um município da Colômbia, localizado no departamento de Nariño.